# Molophilus illectus
Molophilus illectus är en tvåvingeart som beskrevs av Alexander 1941. Molophilus illectus ingår i släktet Molophilus och familjen småharkrankar.
Artens utbredningsområde är Panama. Inga underarter finns listade i Catalogue of Life.